# 三國志VI
『三國志VI』（さんごくし・シックス）は、1998年に光栄（現・コーエーテクモゲームス）から発売された歴史シミュレーションゲーム。「三國志シリーズ」の第6作。なお、シリーズで初めてWindows用ソフトとして出された作品である。音楽はつのごうじが担当。
Windows版が発売された後、さまざまな家庭用ゲーム機に移植された。「コーエー定番シリーズ」「KOEI The Best」として廉価版も発売されており、Windows版については2005年9月29日に『三國志曹操伝』とのツインキャンペーン版も発売されている。

## 概要
中国の三国時代の群雄の一人となり、古代中国の主要都市の完全制覇を目指すという基本的な枠組は前作までと同様。シリーズの他の作品では「君主」と呼ばれるが、本作のみ「群雄」と呼ぶ。
数多くのイベントや皇帝の詔勅などの「天の時」、多くの地形が存在し、兵科の有利不利が問われる「地の利」、武将にはそれぞれ夢があり、また派閥の発生、特技などを用いた「人の和」を三本柱としている。
群雄には『三國志II』の「信用度」とほぼ同様のパラメータである「人徳」があり、人徳が低いと、全ての戦略面で不利になる。人事・外交の成功率が落ちるほか、直接利害関係のない遠方の群雄まで、目の仇にして謀略を仕掛けてくるようになる。「後漢皇帝の要求を断る」「略奪をする」「捕らえた武将の首を斬る」などの行動をすると、信義に反すると見なされ人徳が下がる。逆に、「後漢皇帝の要求に応じる」「捕らえた武将を勧誘せず、即座に解放する」「同盟国の使者の通過を許す」などで上がって行く。なお、後漢皇帝にも人徳の設定があり、要求を断られると同時に下がる。
群雄は官爵を持ち、無位無冠ならば配下武将の率いる兵士数は一律5000だが、高い官爵を得るにつれ、配下により多くの兵士数（最大20000）を率いさせることのできる将軍位を与えることができるようになる。
外交・謀略の使者がメイン画面を目に見える形で移動するのも『三國志II』と同様の特徴で、不利な使者の足止めに成功した場合、追い返すこともできる。
補給路の概念が存在し、その勢力の本拠地と補給路が通じていない都市に対しては命令ができず、戦闘時も兵糧切れの状態に陥る。
戦闘システムは同時プロット制という、敵の動きなどを予測して予め進軍、攻撃方法を設定する方法が取られ、また、一騎討ちが細かく指示できるようになった。
プレイ中の主な出来事が「群雄年表」として、武将の行動が「傑士回顧録」として記録される。ただし、「傑士回顧録」のほうは一定の容量を超えると過去の出来事から削除される。
後に発売されたパワーアップキットでは、曹操、劉備、孫策の3人の中から1人を選び、シナリオに沿って戦闘を行う「戦術シミュレーション」が搭載された。なお、3人のシナリオをクリアすると司馬懿のシナリオが選択可能になる。

## シナリオ
シナリオは今までどおりのシナリオと、ショートシナリオと呼ばれる短期決戦型のシナリオが用意されている。
シナリオ名の後ろに*が付いている物はパワーアップキット版収録のシナリオである。
1. １８４年　２月　黄巾の乱
2. １８９年１２月　董卓の野望
3. １９４年１０月　群雄割拠
4. ２００年　２月　河北争乱
5. ２０７年　３月　臥龍と鳳雛
6. ２１９年　７月　漢中王劉備
7. ２３４年　９月　星落五丈原
8. １９２年　４月　董太師誅殺＊
9. １９８年　９月　下邳の攻防＊（DC版オリジナル）
10. ２１０年　１月　入蜀＊
11. ２１４年１１月　伏皇后の死＊（DC版オリジナル）
12. ２２３年　５月　昭烈帝崩御＊

ショートシナリオ
1. １８４年　２月　義勇軍初陣　（担当武将：劉備　）
2. １９６年１０月　呂布討伐戦　（担当武将：曹操　）
3. １９７年　１月　河北の統一　（担当武将：袁紹　）
4. １９７年　３月　皇帝袁術　　（担当武将：袁術　）
5. ２０８年　９月　赤壁の戦い　（担当武将：孫権　）
6. ２１１年　４月　復讐の馬超　（担当武将：馬超　）
7. ２２７年　３月　出師の表　　（担当武将：諸葛亮）
8. １９１年　７月　白馬長史＊　（担当武将：公孫瓚）
9. ２００年　２月　小覇王急襲＊（担当武将：孫策　）
10. ２０２年　５月　袁家駆逐＊　（担当武将：曹操　）
11. ２４９年　３月　北伐強行＊　（担当武将：姜維　）
12. ２５７年　４月　諸葛誕決起＊（担当武将：諸葛誕）

### 戦術シミュレーションモード
PKで新たに追加されたモードでステージクリア型の戦闘を楽しむモード。
シナリオ
曹操編
1. １９５年　４月　定陶の戦い
2. ２００年　３月　白馬の戦い
3. ２００年　９月　官渡の戦い
4. ２１１年　６月　潼関の戦い
5. ２１９年　７月　荊州攻防戦

孫策編
1. １９５年　１月　牛渚攻防戦
2. ２０８年　３月　江夏の戦い
3. ２０８年１１月　赤壁の戦い
4. ２１２年１０月　濡須の戦い
5. ２２１年　７月　夷陵の戦い

劉備編
1. ２０８年　４月　博望坡の戦い
2. ２１３年　４月　雒城攻防戦
3. ２１８年　７月　定軍山の戦い
4. ２２５年　３月　南蛮征討戦
5. ２２８年　３月　祁山の戦い

司馬懿編
1. ２２８年　３月　街亭の戦い
2. ２３４年　８月　五丈原の戦い
3. ２３８年　６月　襄平包囲戦
4. ２５７年　８月　寿春攻囲戦
5. ２８０年　３月　呉討伐戦

## 勝利条件
通常シナリオでは、シリーズ共通の中国全土（異民族本拠除く）を統一するか、群雄がプレイヤーと、プレイヤー群雄に従属する群雄だけの状態になれば勝利となる。いずれも、空白地の無いことが条件となる。
ショートシナリオ・戦術シミュレーションでは、各シナリオごとに独自の勝利条件が設定されている。
プレイヤー群雄が全ての領地か武将を失うとゲームオーバーである。また、中国全土の全武将が死に絶えた場合、「589年の隋の統一まで混乱の時代は続く」とメッセージが表示される。

## 内容

### 武将
登場数は520名。シリーズで初めて、小説『三国志演義』に登場しない、歴史書『三国志』のみに言及のある人物が、本格的に登場するようになった。ゲーム中で武将の略歴を参照できる「列伝」機能には、「正史に登場する」の但し書きが付けられている。陳到、賀斉などがその例である。

#### 能力値
能力値は「統率」「武力」「知力」「政治」「魅力」の5つ。後述のように成長パターンによって数値は変化していく。
特殊能力は「兵法」「内務」「交渉」「諜報」「武勇」「都督」の6つで、『三國志IV』以降のシリーズで登場する「幻術」「天変」「落雷」などの現実離れした特殊能力は存在しない。
また一騎討ちの作戦が12個存在する。

#### 成長
本作では、年齢によって能力が変化する。成長パターンは以下の通りである。
通常
10代のうちは能力が低く、40代でピークに達し、以降はなだらかに老衰して行く。一般的なタイプ。
神童
20代でピークに達し、老衰も遅い。最も長く活躍できるタイプで、諸葛亮が代表例。
麒麟児
30代でピークに達し、神童ほどではないが老衰も遅い。龐統が代表例。
早熟
20代でピークに達するが、40代から老衰が進む。周瑜が代表例。
晩成
ピークは50代と遅いが、老衰は遅い。黄忠が代表例。
戦闘、および内政の経験値に応じて、成長を早めたり老衰を遅らせることができる。ただし、設定された上限以上には成長できない。

#### 夢
武将たちは基本目標として「夢」を持っており、それに従った意見を述べる。夢によって仕事の好き嫌いがあり、さらに好き嫌いと能力が釣り合わない武将もいるため、人材の使い方が難しくなった。また、何もさせないでおくと、夢が「隠遁」以外の武将はごくわずかだが不満が溜まって行く。
不満が溜まると、ターン毎に少しずつ忠誠度が下がり、逆に不満のない状態ならば、少しずつ上がって行く。不満が著しく溜まった場合、忠誠度にかかわらず謀反や下野する確率が上がる上、まれに憤死することもある。
礼教主義
儒教による礼教を重視し、汚い手段を嫌う。外交や人材登用を好み、謀略を嫌う。後漢王朝への忠誠心が強く、群雄が帝位簒奪を企図すると不満が激しく高まる。要素の強い順に「王佐」「大義」「才幹」に分かれる。劉備が代表格。
中庸主義
現状維持を重視し、積極的な目標を持たない。そのため、内政を好み、戦争を嫌う。要素の強い順に「割拠」「維持」「安全」に分かれる。孫権が代表格。
覇権主義
建前よりも実力を重視し、乱世で勝ち抜くために汚い手段を厭わない。戦争・謀略を好み、外交を嫌う。また、帝位簒奪にも積極的である。要素の強い順に「覇権」「征服」「出世」に分かれる。後漢からの帝位簒奪を進言するのは、「覇権」の武将のみ。曹操が代表格。
「礼教」と「覇権」は対立関係にある。特に「王佐」「覇権」双方の配下武将がいる状態でそれぞれが不満を溜めると、それぞれの武将を長とした派閥抗争が勢力内で勃発することがある。和解させないと全ての配下の不満が溜まりやすくなり、抗争の結果負傷する武将が現れたり、謀反や下野を誘発する危険性が高まる。また、中庸主義の武将が、双方の勧誘で転向することもある。
武将と会見することで、ある程度不満を解消させることができる。また、評定を開くと、評定に出席した武将の主張を採用した場合、同じ夢の全ての配下武将の不満が下がる。これを利用して、帝位簒奪する場合は、最初に「王佐」など反対する武将を評定に出席させ、何度か進言を聞き入れることで不満を減らして置き、満を持して簒奪を実行すると、配下の離反が最小限で済む。このシステムは、現実の簒奪をシミュレートしていると言える。
また、上記の分類に属さない夢も存在する。このような夢を持つ武将はごく少数である。
義侠
全ての命令を喜んで引き受けるほか、「親分」と仰ぐ群雄は絶対に裏切らない特徴がある。ほとんどの場合、最初に仕えた群雄が親分である。最初に仕えた群雄が親分ではない場合、次に仕えた群雄を親分と認識する。関羽（親分は劉備。曹操に仕えるシナリオでは、親分の設定がない）が代表格。
隠遁
現世を避けたいと思っているため、全ての命令に不満を抱く。群雄であった武将が勢力を失うと、この夢に変わることがある。初めからこの夢なのは禰衡のみ。イベントなどで曹操配下になった徐庶もこの夢に変わる。 隠遁の者が群雄になると夢が変わる。

### 皇帝
皇帝は、群雄の官爵の最上位に位置づけられ、また後漢皇帝をも指す。
後漢皇帝は、通常はどこかの群雄に擁立されており、擁立している群雄のみ会見ができる。会見で後漢皇帝は様々な要求を行う。後漢皇帝には霊帝、少帝、献帝がいる。
- 献金の要求。
- 遷都の要求。
- 他群雄への官爵斡旋。
- 夢が「覇権」の武将の追放。この夢の武将は、帝位簒奪を進言するため。

また、独自に行動することもあり、官爵を代償に群雄同士の同盟などを要求する。皇帝の要求に応じると群雄の官爵が上がり、皇帝および群雄の人徳が上がる。
また後漢皇帝が空白都市へ逃亡する事がありその都市を占拠すれば労せず擁立することができる。
後漢皇帝の人徳が0になり、群雄が王になった状態で夢が「覇権」の武将と会見すると、群雄に評定を開き、簒奪するよう進言してくることがある。しかし、後漢皇帝の人徳を下げるには、その要求を断らなければならず、同時に群雄の人徳も下がる。さらに、夢が「王佐」「大義」「才幹」の武将が反発するため、性急な簒奪はこれらの武将の謀反や憤死が起きやすくなる。
尚、ショートシナリオ「出師の表」及び「北伐強行」では劉禅が、同じくショートシナリオ「諸葛誕決起」では曹髦が後漢皇帝扱いとなっている。

## 評価
電撃PlayStationDPSソフトレビューでは80、85の165点。レビュアーは前作まで隠しパラメータだった武将の性格が確認可能、武将は若いと能力が低く経験や年齢を重ねるごとに上昇するのはリアリティがある、操作性など細部は文句なし、システム面は簡略化されたため初心者でも三國志世界を満喫するプレイが可能だが、プレイヤーのすることが少なくなりシリーズファンには物足りないがサクサク進むのは多人数プレイとしては進化しているとした。
IGNでは7.5/10のスコアでメニューは簡単ながら時折奇妙な略語を目にするため説明書が必要になるがプレゼンテーションはエステティックでかけあいは華やか、グラフィックはそれが重要がゲームではないため容赦するがキャラクターポートレートはかなりいい、サウンドは背景に溶け込んで主なイベントでエフェクトが強調されるが印象的ではない、ゲームプレイは年々洗練されており楽しめる、多彩なオプションと様々なシナリオはゲームプレイと設定にあなたが惹かれるならすぐにやめるゲームではないだろうとした。
Allgameでは4.5/5の星を与えグラフィックは大きくない軍隊でアリの大群を指揮しているようでアニメーションはやや不十分で戦場は過去作より小さいが戦略はあまり必要とせずに済む、音楽はレイドバックで効果音はミニマム、繰り返しプレイするときは様々なポイントから始められるため同じこと最初から繰り返す必要はない、説明書には多くの情報があるため覚える必要があるがシリーズのファンは失望することはないとした。
GameSpotでは6.5/10のスコアで多くのオプションにより洗練されたが真の革新はなくグラフィックはスーパーファミコンやセガサターンでも可能なレベルながら全体的な内容は1か月遊べる堅実で複雑なシミュレーションタイトルだとした。